# Třída Humaitá
Třída Humaitá je třída říčních dělových člunů paraguayského námořnictva. Celkem byly postaveny dvě jednotky této třídy. Do služby byly zařazeny roku 1931. Za války o Gran Chaco oba čluny sloužily jako rychlé vojenské transporty. Dělový člun Paraguay byl ve službě ještě v roce 2019. Jeho sesterská loď Humaitá byla po vyřazení zachována jako muzejní loď.

## Stavba
Dne 21. listopadu 1927 paraguayský parlament schválil stavbu dvou dělových člunů. Stalo se tak v době zhoršení vztahu se sousední Bolívií, které vyústily ve válku o Gran Chaco z let 1932–1935. Primárně měly sloužit na řece Paraguay. Plavidla navrhl paraguayský inženýr José Bozzano. O kontrakt projevilo zájem hned několik loděnic. Dne 26. září 1929 byla plavidla objednána u italské loděnice Cantieri navali Odero v Sestri Ponente v Janově. Výzbroj a systém řízení palby dodala italská společnost Odero-Terni. Dělové čluny byly rozestavěny v dubnu 1929, tehdy ještě jako Capitán Cabral a Comodoro Meza, ale už v červenci 1930 byly přejmenovány na Paraguay a Humaitá. Do služby byly přijaty v lednu a únoru 1931. Do Asunciónu připluly v květnu 1931.
Jednotky třídy Humaitá:
| Jméno                            | Založení kýlu | Spuštěna        | Vstup do služby | Status                                                                                  |
| -------------------------------- | ------------- | --------------- | --------------- | --------------------------------------------------------------------------------------- |
| Paraguay (C1, ex Capitán Cabral) | duben 1929    | 26. června 1930 | leden 1931      | Omezený provoz kvůli problémům s pohonem. Aktivní (2019).                               |
| Humaitá (C2, ex Comodoro Meza)   | duben 1929    | 16. dubna 1930  | únor 1931       | Roku 2000 vyškrtnut. Muzejní loď v Asunciónu. Muzeum přemístěno na jiné místo základny. |

## Konstrukce

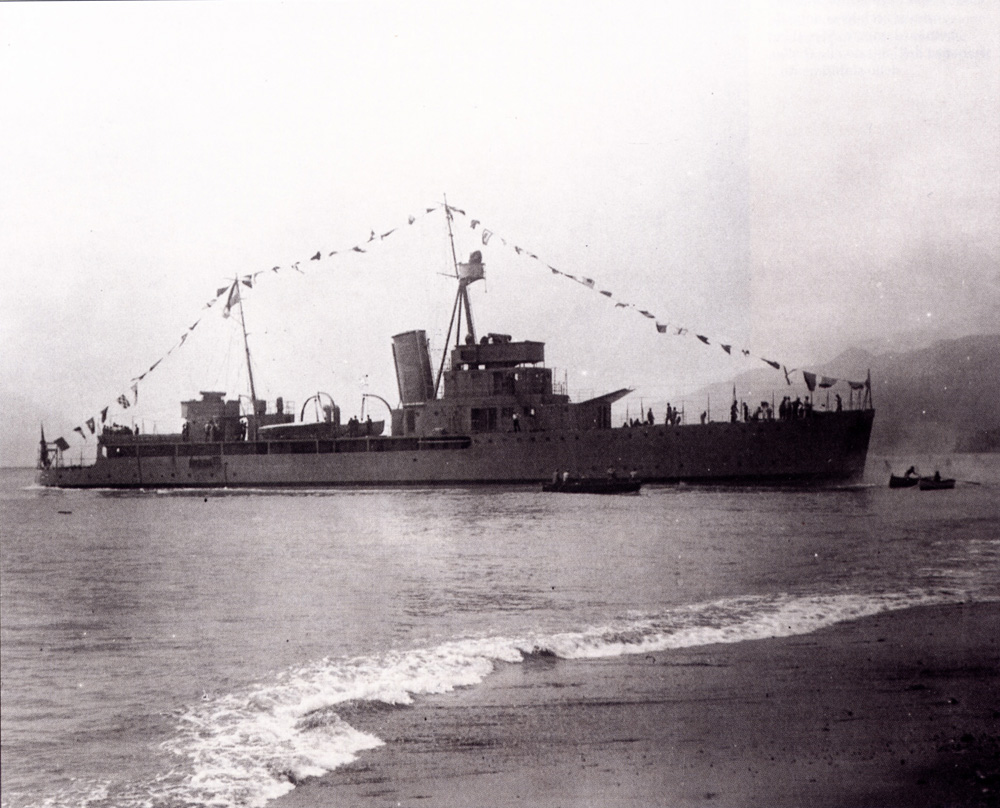
Humaitá po spuštění na vodu. Plavidlo ještě neneslo výzbroj.

Výzbroj tvořily čtyři 120mm/50 kanóny Ansaldo 1926 umístěné ve dvoudělových věžích na přídi a na zádi. Doplňovaly je tři protiletadlové 76mm/40 kanony Ansaldo 1917 a dva 40mm/39 kanóny Vickers-Terni 1917. Plavidla unesla až šest námořních min Vickers Mk.II. Plavidlo mohlo krátkodobě přepravovat až 900 vojáků. Chránilo jej lehké pancéřování. Pohonný systém tvořily dva kotle Thornycroft a dvě parní turbíny Parsons o výkonu 3800 hp, pohánějící dva lodní šrouby. Nejvyšší rychlost dosahovala sedmnáct uzlů. Dosah byl 1700 námořních mil při rychlosti šestnáct uzlů.

### Modifikace
Výzbroj obou plavidel byla během služby upravována. V roce 1975 výzbroj Paraguay posílily dva 20mm kanóny Oerlikon Mk.4.
V roce 2005 člun Paraguay nesl výzbroj dvou 120mm kanónů, tří 76mm kanónů, jednoho 40mm kanónu a dvou 20mm kanónů Oerikon. Ve stejné době sesterský dělový člun Humaitá nesl o jeden 76mm kanón méně.